# Weißensberg
Weißensberg è un comune tedesco di 2 677 abitanti, situato nel land della Baviera.